# 山本淳一 (映画監督)
山本 淳一（やまもと じゅんいち、1970年7月24日 - ）は、日本の映画監督、脚本家。東京都品川区出身。

## 人物・来歴
4歳の時に、映画館で『燃えよドラゴン』と『デアボリカ』の二本立てを鑑賞し、映画監督を志す。東放学園専門学校卒業後、京都太秦撮影所で助監督を経験した後、自主映画を制作。制作した自主映画がそれぞれ劇場公開を果たす。セルフリメイク『MEATBALL MACHINE』で商業映画デビュー。
2014年に脳出血を患うも、一年のリハビリを経て、テレビせとうち開局30周年ドラマ『がんばれ！ホワイトピーチーズ』で、監督と脚本を担当し現場復帰。以後、劇場映画を精力的に撮り続ける。
2003年から東放学園音響専門学校で講師も務める。

## 作品

### 映画（監督作品）
- リンガマニア（1997年） - 監督・脚本・制作（自主制作）[注 1]
- MEATBOWL MACHINE（1999）（1999年5月22日、怪物団FILM） - 監督・脚本・制作（自主制作）[注 2]
- ガールフレンド:ストラトス（2003年7月12日、sn&y、ざっぱうさぎ） - 監督・脚本
- 番長学園 スパイ上等!（2005年、スローラーナー）
- ミートボールマシン（2006年、バイオタイド） - 山口雄大と共同監督[3]
- カブキングZ（2008年、アポロ5）[4]
- フォーク＆バレット　サヨウナラ戦争 TWILIGHT FILE V（2008年、MIRAI） - 監督・脚本[5]
- ハルミヤコ＆ビッグフットVSデスキャピトロン (2010年10月、ミュージックシネマズジャパン） - 岡本英郎と共同監督[6]
- しあわせになれない　悲しい花　呪いのドライブ（2010年、トレジャー） - 監督・脚本・編集
- 口裂け女　リターンズ（2012年、ジョリーロジャー）[7]
- 武蔵野線の姉妹（2012年、アイエスフィールド） - 監督・脚本・編集[8]
- サイコギャンブラー　破滅的遊戯（2014年4月23日、マジカル） - 脚本・監督
- 放送デキナイ禁断霊映像　劇場版（2014年7月5日、アイエスフィールド）[9]
- マジカル・セックス　淫ら姫の冒険（2018年5月18日、オーピー映画） - 監督・脚本
- マジカル・ミチコ（2018年8月25日、オーピー映画） - 監督・脚本[注 3][10]
- バイオレーター（2018年、第19回ハンブルク日本映画祭ワールドプレミア上映） - 監督・脚本
- ギャル番外地 シメさせてもらいます（2019年6月14日、オーピー映画）[11]
- ギャル番外地２　またシメさせてもらいます（2020年10月23日、オーピー映画）[12]
- HELLBOT（公開日未定）[13]

### オリジナルビデオ作品
- DRAMAGIX SEIYU ENERGY Princess Cat〜プリンセスキャット〜（2006年、アミューズソフトエンタテインメント）
- エクスリベンジャーズ　ひきこさん　ミ・ナ・ゴ・ロ・シ（2010年、TMC）[2]
- ブタカリ。 〜呪いの使徒〜（2012年、インターフィルム）
- ミートボールマシン・オリジン（2014年、WHDジャパン）[注 4]
- レクイエム~外道の中の外道~（2017年、オールインエンタテイメント）

### 原作
- 蠱毒 ミートボールマシン（2017年8月19日、アークエンタテインメント）原案（『MEATBALL MACHINE ～ミートボールマシン～』）

### 脚本
- ランナウェイゲーム　逃走遊戯（2013年、マジカル） - 脚本・プロデューサー[14]

### テレビドラマ演出
- がんばれ!ホワイトピーチーズ（2015年12月20日、テレビせとうち） - 脚本・演出[15]